# 2022-es labdarúgó-világbajnokság (B csoport)
A 2022-es labdarúgó-világbajnokság B csoportjának mérkőzéseit 2022. november 21. és 29. között játszották. A csoportban Anglia, Irán, az Egyesült Államok és Wales szerepelt. Anglia és az Egyesült Államok jutott a nyolcaddöntőbe.

## Tabella
| Hely. | Csapat           | M | Gy | D | V | G+ | G– | Gk | P | Továbbjutás                                |
| ----- | ---------------- | - | -- | - | - | -- | -- | -- | - | ------------------------------------------ |
| 1.    | Anglia           | 3 | 2  | 1 | 0 | 9  | 2  | +7 | 7 | Továbbjutott az egyenes kieséses szakaszba |
| 2.    | Egyesült Államok | 3 | 1  | 2 | 0 | 2  | 1  | +1 | 5 | Továbbjutott az egyenes kieséses szakaszba |
| 3.    | Irán             | 3 | 1  | 0 | 2 | 4  | 7  | −3 | 3 |                                            |
| 4.    | Wales            | 3 | 0  | 1 | 2 | 1  | 6  | −5 | 1 |                                            |

## Mérkőzések
Az időpontok helyi idő szerint (UTC+3), a zárójelben magyar idő szerint értendők.

### Anglia – Irán
A két csapat még soha nem találkozott korábban.
| 2022. november 21. 16:00 (14:00) |

| Anglia                                                               | 6–2               | Irán                         |
| -------------------------------------------------------------------- | ----------------- | ---------------------------- |
| Bellingham 35' Saka 43' 62' Sterling 45+1' Rashford 71' Grealish 90' | (3–0) Jegyzőkönyv | Táremi 65' 90+13' (11-esből) |

| Halífa Nemzetközi Stadion, al-Rajján Nézőszám: 45 334 Játékvezető: Raphael Claus (brazil) |

| Anglia | Irán |

| KA                   | 1  | Jordan Pickford |     |
| JV                   | 12 | Kieran Trippier |     |
| KV                   | 5  | John Stones     |     |
| KV                   | 6  | Harry Maguire   | 70' |
| BV                   | 3  | Luke Shaw       |     |
| KKP                  | 20 | Jude Bellingham |     |
| KKP                  | 4  | Declan Rice     |     |
| JKP                  | 17 | Bukayo Saka     | 70' |
| TKP                  | 19 | Mason Mount     | 70' |
| BKP                  | 10 | Raheem Sterling | 70' |
| KCS                  | 9  | Harry Kane      | 75' |
| Cserék:              |    |                 |     |
| V                    | 15 | Eric Dier       | 70' |
| CS                   | 11 | Marcus Rashford | 70' |
| KP                   | 20 | Phil Foden      | 70' |
| CS                   | 7  | Jack Grealish   | 70' |
| CS                   | 24 | Callum Wilson   | 75' |
| Szövetségi kapitány: |    |                 |     |
| Gareth Southgate     |    |                 |     |

| KA                   | 1  | Aliréza Bejranvand     |     | 20' |
| JV                   | 2  | Szádeg Moharrámi       |     |     |
| KV                   | 15 | Ruzbé Csesmi           |     | 46' |
| KV                   | 19 | Madzsid Husszeini      |     |     |
| KV                   | 8  | Morteza Puraligandzsij | 48' |     |
| BV                   | 5  | Milad Mohammadi        |     | 63' |
| BKP                  | 3  | Ehszán Hádzsszafi      |     |     |
| KKP                  | 21 | Amád Nurolláj          |     | 77' |
| KKP                  | 18 | Ali Karimi             |     | 46' |
| JKP                  | 7  | Alirezá Dzsahánbahs    | 25' | 46' |
| KCS                  | 9  | Mehdi Táremi           |     |     |
| Cserék:              |    |                        |     |     |
| KA                   | 24 | Husszein Husszeini     |     | 20' |
| KP                   | 6  | Szaíd Ezatoláj         |     | 46' |
| V                    | 13 | Husszein Kanánizadegán |     | 46' |
| KP                   | 17 | Ali Holizadé           |     | 46' |
| KP                   | 16 | Mehdi Torabi           |     | 63' |
| CS                   | 20 | Szardar Azmun          |     | 77' |
| Szövetségi kapitány: |    |                        |     |     |
| Carlos Queiroz       |    |                        |     |     |

| A mérkőzés játékosa: Bukayo Saka (Anglia) Asszisztensek: Rodrigo Figueiredo (brazil) Danilo Simon Manis (brazil) Negyedik játékvezető: Kevin Ortega (perui) Tartalék játékvezető: Michael Orué (perui) Videobírók: Leodán González (uruguayi) Julio Bascuñán (chilei) Martín Soppi (uruguayi) Juan Martínez Munuera (spanyol) Juan Pablo Belatti (argentin) |

### Egyesült Államok – Wales
A két csapat kétszer találkozott korábban, mindkétszer barátságos mérkőzésen. 2003-ban az Egyesült Államok nyert, míg 2020-as találkozásuk döntetlen lett.
| 2022. november 21. 22:00 (20:00) |

| Egyesült Államok | 1–1               | Wales               |
| ---------------- | ----------------- | ------------------- |
| Weah 36'         | (1–0) Jegyzőkönyv | Bale 82' (11-esből) |

| Ahmad bin Ali Stadion, al-Rajján Nézőszám: 43 418 Játékvezető: Abdulramán al-Dzsasszím (katari) |

| Egyesült Államok | Wales |

| KA                   | 1  | Matt Turner       |        |     |
| JV                   | 2  | Sergiño Dest      | 11'    | 74' |
| KV                   | 3  | Walker Zimmerman  |        |     |
| KV                   | 13 | Tim Ream          | 51'    |     |
| BV                   | 5  | Antonee Robinson  |        |     |
| KKP                  | 6  | Yunus Musah       |        | 74' |
| KKP                  | 4  | Tyler Adams       |        |     |
| KKP                  | 8  | Weston McKennie   | 13'    | 66' |
| JCS                  | 21 | Timothy Weah      |        | 88' |
| KCS                  | 24 | Josh Sargent      |        | 74' |
| BCS                  | 10 | Christian Pulisic |        |     |
| Cserék:              |    |                   |        |     |
| KP                   | 11 | Brenden Aaronson  |        | 66' |
| CS                   | 19 | Haji Wright       |        | 74' |
| V                    | 22 | DeAndre Yedlin    |        | 74' |
| KP                   | 23 | Kellyn Acosta     | 90+10' | 74' |
| KP                   | 16 | Jordan Morris     |        | 88' |
| Szövetségi kapitány: |    |                   |        |     |
| Gregg Berhalter      |    |                   |        |     |

| KA                   | 1  | Wayne Hennessey |       |       |
| KV                   | 5  | Chris Mepham    | 45+2' |       |
| KV                   | 6  | Joe Rodon       |       |       |
| KV                   | 4  | Ben Davies      |       |       |
| VKP                  | 10 | Aaron Ramsey    |       |       |
| KKP                  | 15 | Ethan Ampadu    |       | 90+5' |
| KKP                  | 8  | Harry Wilson    |       | 90+3' |
| JKP                  | 14 | Connor Roberts  |       |       |
| BKP                  | 3  | Neco Williams   |       | 79'   |
| CS                   | 11 | Gareth Bale     | 40'   |       |
| CS                   | 20 | Daniel James    |       | 46'   |
| Cserék:              |    |                 |       |       |
| CS                   | 13 | Kieffer Moore   |       | 46'   |
| CS                   | 9  | Brennan Johnson |       | 79'   |
| CS                   | 22 | Sorba Thomas    |       | 90+3' |
| KP                   | 16 | Joe Morrell     |       | 90+5' |
| Szövetségi kapitány: |    |                 |       |       |
| Rob Page             |    |                 |       |       |

| A mérkőzés játékosa: Kieffer Moore (Wales) Asszisztensek: Táleb al-Marri (katari) Szaúd al-Makalé (katari) Negyedik játékvezető: Ma Ning (kínai) Tartalék játékvezető: Cao Ji (kínai) Videobírók: Abdullá al-Marri (katari) Réduane Dzsijed (marokkói) Mokrane Gurari (algériai) Adil Zurak (marokkói) Elvis Noupue (kameruni) |

### Wales – Irán
A két csapat korábban egyszer találkozott, egy 1978-as barátságos mérkőzésen, amit Wales nyert meg.
| 2022. november 25. 13:00 (11:00) |

| Wales         | 0–2               | Irán                        |
| ------------- | ----------------- | --------------------------- |
| Hennessey 86′ | (0–0) Jegyzőkönyv | Csesmi 90+8' Rezajan 90+11' |

| Ahmad bin Ali Stadion, al-Rajján Nézőszám: 40 875 Játékvezető: Mario Escobar (guatemalai) |

| Wales | Irán |

| KA                   | 1  | Wayne Hennessey | 86′   |     |
| KV                   | 5  | Chris Mepham    |       |     |
| KV                   | 6  | Joe Rodon       | 45+3' |     |
| KV                   | 4  | Ben Davies      |       |     |
| VKP                  | 15 | Ethan Ampadu    |       | 77' |
| KKP                  | 10 | Aaron Ramsey    |       | 87' |
| KKP                  | 8  | Harry Wilson    |       | 57' |
| JKP                  | 14 | Connor Roberts  |       | 57' |
| BKP                  | 3  | Neco Williams   |       |     |
| CS                   | 11 | Gareth Bale     |       |     |
| CS                   | 13 | Kieffer Moore   |       |     |
| Cserék:              |    |                 |       |     |
| CS                   | 20 | Daniel James    |       | 57' |
| CS                   | 9  | Brennan Johnson |       | 57' |
| KP                   | 7  | Joe Allen       |       | 77' |
| KA                   | 12 | Danny Ward      |       | 87' |
| Szövetségi kapitány: |    |                 |       |     |
| Rob Page             |    |                 |       |     |

| KA                   | 24 | Husszein Husszeini     |       |     |
| JV                   | 23 | Ramin Rezajan          | 90+5' |     |
| KV                   | 8  | Morteza Puraligandzsij |       |     |
| KV                   | 19 | Madzsid Husszeini      |       |     |
| BV                   | 5  | Milad Mohammadi        |       |     |
| JKP                  | 17 | Ali Holizadé           |       | 77' |
| KKP                  | 6  | Szaíd Ezatoláj         |       |     |
| KKP                  | 21 | Amád Nurolláj          |       | 77' |
| BKP                  | 3  | Ehszán Hádzsszafi      |       | 77' |
| CS                   | 9  | Mehdi Táremi           |       |     |
| CS                   | 20 | Szardar Azmun          |       | 68' |
| Cserék:              |    |                        |       |     |
| CS                   | 10 | Karim Anszárifard      |       | 68' |
| KP                   | 7  | Alirezá Dzsahánbahs    | 90+5' | 77' |
| KP                   | 16 | Mehdi Torabi           |       | 77' |
| V                    | 15 | Ruzbé Csesmi           |       | 77' |
| KP                   | 18 | Ali Karimi             |       | 83' |
| Szövetségi kapitány: |    |                        |       |     |

| A mérkőzés játékosa: Ruzbé Csesmi (Irán) Asszisztensek: Caleb Wales (Trinidad és Tobagó-i) Juan Carlos Mora (Costa Rica-i) Negyedik játékvezető: Maguette N’Diaye (szenegáli) Tartalék játékvezető: Djibril Camara (szenegáli) Videobírók: Drew Fischer (kanadai) Fernando Guerrero (mexikói) Nicolás Taran (uruguayi) Adil Zourak (marokkói) Bruno Pires (brazil) |

### Anglia – Egyesült Államok
A két csapat korábban két világbajnokságon mérkőzött meg egymással. 1950-ben az Egyesült Államok nyert 1–0-ra, míg 2010-ben 1–1-es döntetlent játszottak.
| 2022. november 25. 22:00 (20:00) |

| Anglia | 0–0         | Egyesült Államok |
| ------ | ----------- | ---------------- |
|        | Jegyzőkönyv |                  |

| Al Bayt Stadion, al-Hor Nézőszám: 68 463 Játékvezető: Jesús Valenzuela (venezuelai) |

| Anglia | Egyesült Államok |

| KA                   | 1  | Jordan Pickford  |     |
| JV                   | 12 | Kieran Trippier  |     |
| KV                   | 5  | John Stones      |     |
| KV                   | 6  | Harry Maguire    |     |
| BV                   | 3  | Luke Shaw        |     |
| KKP                  | 20 | Jude Bellingham  | 68' |
| KKP                  | 4  | Declan Rice      |     |
| KKP                  | 19 | Mason Mount      |     |
| JKP                  | 17 | Bukayo Saka      | 77' |
| KCS                  | 9  | Harry Kane       |     |
| BKP                  | 10 | Raheem Sterling  | 68' |
| Cserék:              |    |                  |     |
| KP                   | 8  | Jordan Henderson | 68' |
| KP                   | 7  | Jack Grealish    | 68' |
| CS                   | 11 | Marcus Rashford  | 77' |
| Szövetségi kapitány: |    |                  |     |
| Gareth Southgate     |    |                  |     |

| KA                   | 1  | Matt Turner       |     |
| JV                   | 2  | Sergiño Dest      | 77' |
| KV                   | 3  | Walker Zimmerman  |     |
| KV                   | 13 | Tim Ream          |     |
| BV                   | 5  | Antonee Robinson  |     |
| KKP                  | 6  | Yunus Musah       |     |
| KKP                  | 4  | Tyler Adams       |     |
| KKP                  | 8  | Weston McKennie   | 77' |
| JCS                  | 21 | Timothy Weah      | 83' |
| KCS                  | 19 | Haji Wright       | 83' |
| BCS                  | 10 | Christian Pulisic |     |
| Cserék:              |    |                   |     |
| KP                   | 11 | Brenden Aaronson  | 77' |
| V                    | 18 | Shaq Moore        | 77' |
| KP                   | 7  | Giovanni Reyna    | 83' |
| CS                   | 24 | Josh Sargent      | 83' |
| Szövetségi kapitány: |    |                   |     |
| Gregg Berhalter      |    |                   |     |

| A mérkőzés játékosa: Christian Pulisic (Egyesült Államok) Asszisztensek: Jorge Urrego (venezuelai) Tulio Moreno (venezuelai) Negyedik játékvezető: Jamasita Josimi (japán) Tartalék játékvezető: Neuza Back (brazil) Videobírók: Juan Soto (venezuelai) Nicolás Gallo (kolumbiai) Diego Bonfá (argentin) Julio Bascuñán (chilei) Ezequiel Brailovsky (argentin) |

### Wales – Anglia
A két csapat 103 alkalommal találkozott egymással, legutóbb egy 2020-as barátságos mérkőzésen, amit Anglia nyert 3–0-ra. Ez lesz a második találkozásuk egy nemzetközi tornán, először 2016-ban mérkőztek meg egymással, egy csoportmérkőzésen az Európa-bajnokságon, amit Anglia nyert meg, 2–1-re. Többször is játszott egymás ellen a két csapat világbajnoki selejtezőkön, beleértve két brit házibajnokságon, ami akkor selejtezőként szolgált (1949-ben és 1953-ban), illetve az 1974-es és 2006-os selejtező-sorozatokban.
| 2022. november 29. 22:00 (20:00) |

| Wales | 0–3               | Anglia                     |
| ----- | ----------------- | -------------------------- |
|       | (0–0) Jegyzőkönyv | Rashford 50' 68' Foden 51' |

| Ahmad bin Ali Stadion, al-Rajján Nézőszám: 44 297 Játékvezető: Slavko Vinčić (szlovén) |

| Wales | Anglia |

| KA                   | 12 | Danny Ward      |     |     |
| JV                   | 3  | Neco Williams   |     | 36' |
| KV                   | 6  | Joe Rodon       |     |     |
| KV                   | 5  | Chris Mepham    |     |     |
| BV                   | 4  | Ben Davies      |     | 57' |
| VKP                  | 15 | Ethan Ampadu    |     |     |
| KKP                  | 7  | Joe Allen       |     | 81' |
| KKP                  | 10 | Aaron Ramsey    | 61' |     |
| JCS                  | 11 | Gareth Bale     |     | 46' |
| CS                   | 13 | Kieffer Moore   |     |     |
| BCS                  | 20 | Daniel James    | 29' | 77' |
| Cserék:              |    |                 |     |     |
| KP                   | 14 | Connor Roberts  |     | 36' |
| CS                   | 9  | Brennan Johnson |     | 46' |
| KP                   | 16 | Joe Morrell     |     | 57' |
| KP                   | 8  | Harry Wilson    |     | 77' |
| KP                   | 25 | Rubin Colwill   |     | 81' |
| Szövetségi kapitány: |    |                 |     |     |
| Rob Page             |    |                 |     |     |

| KA                   | 1  | Jordan Pickford        |     |
| JV                   | 2  | Kyle Walker            | 57' |
| KV                   | 5  | John Stones            |     |
| KV                   | 6  | Harry Maguire          |     |
| BV                   | 3  | Luke Shaw              | 65' |
| VKP                  | 8  | Jordan Henderson       |     |
| KKP                  | 20 | Jude Bellingham        |     |
| KKP                  | 4  | Declan Rice            | 57' |
| JCS                  | 20 | Phil Foden             |     |
| KCS                  | 9  | Harry Kane             | 57' |
| BCS                  | 11 | Marcus Rashford        | 75' |
| Cserék:              |    |                        |     |
| V                    | 18 | Trent Alexander-Arnold | 57' |
| CS                   | 24 | Callum Wilson          | 57' |
| KP                   | 14 | Kalvin Phillips        | 57' |
| V                    | 12 | Kieran Trippier        | 65' |
| CS                   | 7  | Jack Grealish          | 75' |
| Szövetségi kapitány: |    |                        |     |
| Gareth Southgate     |    |                        |     |

| A mérkőzés játékosa: Marcus Rashford (Anglia) Asszisztensek: Tomaž Klančnik (szlovén) Andraž Kovačič (szlovén) Negyedik játékvezető: Jamasita Josimi (japán) Tartalék játékvezető: Karen Díaz Medina (mexikói) Videobírók: Marco Fritz (német) Paolo Valeri (olasz) Paweł Sokolnicki (lengyel) Bastian Dankert (német) Vasile Marinescu (román) |

### Irán – Egyesült Államok
A két csapat kétszer találkozott korábban. Az 1998-as világbajnokságon Irán nyert 2–1-re, míg egy 2000-es barátságos mérkőzésen 1–1 lett a végeredmény.
| 2022. november 29. 22:00 (20:00) |

| Irán | 0–1               | Egyesült Államok |
| ---- | ----------------- | ---------------- |
|      | (0–1) Jegyzőkönyv | Pulisic 38'      |

| al-Thumama Stadion, Doha Nézőszám: 42 127 Játékvezető: Antonio Mateu Lahoz (spanyol) |

| Irán | Egyesült Államok |

| KA                   | 1  | Aliréza Bejranvand     |       |       |
| JV                   | 23 | Ramin Rezajan          |       |       |
| KV                   | 19 | Madzsid Husszeini      | 77'   |       |
| KV                   | 8  | Morteza Puraligandzsij |       |       |
| BV                   | 5  | Milad Mohammadi        |       | 45+2' |
| VKP                  | 6  | Szaíd Ezatoláj         |       |       |
| KKP                  | 21 | Amád Nurolláj          |       | 71'   |
| KKP                  | 18 | Ehszán Hádzsszafi      |       | 71'   |
| BCS                  | 9  | Mehdi Táremi           |       |       |
| KCS                  | 20 | Szardar Azmun          |       | 46'   |
| JCS                  | 17 | Ali Holizadé           |       | 77'   |
| Cserék:              |    |                        |       |       |
| KP                   | 18 | Ali Karimi             |       | 45+2' |
| KP                   | 14 | Szamán Goddosz         |       | 46'   |
| KP                   | 16 | Mehdi Torabi           |       | 71'   |
| V                    | 25 | Abolfazl Dzsalali      | 90+6' | 71'   |
| CS                   | 10 | Karim Anszarífard      |       | 77'   |
| Szövetségi kapitány: |    |                        |       |       |
| Carlos Queiroz       |    |                        |       |       |

| KA                   | 1  | Matt Turner            |     |     |
| JV                   | 2  | Sergiño Dest           |     | 82' |
| KV                   | 20 | Cameron Carter-Vickers |     |     |
| KV                   | 13 | Tim Ream               |     |     |
| BV                   | 5  | Antonee Robinson       |     |     |
| KKP                  | 6  | Yunus Musah            |     |     |
| KKP                  | 4  | Tyler Adams            | 43' |     |
| KKP                  | 8  | Weston McKennie        |     | 65' |
| JCS                  | 21 | Timothy Weah           |     | 82' |
| KCS                  | 24 | Josh Sargent           |     | 77' |
| BCS                  | 10 | Christian Pulisic      |     | 46' |
| Cserék:              |    |                        |     |     |
| KP                   | 11 | Brenden Aaronson       |     | 46' |
| KP                   | 23 | Kellyn Acosta          |     | 65' |
| KCS                  | 19 | Haji Wright            |     | 77' |
| V                    | 18 | Shaq Moore             |     | 82' |
| V                    | 3  | Walker Zimmerman       |     | 82' |
| Szövetségi kapitány: |    |                        |     |     |
| Gregg Berhalter      |    |                        |     |     |

| A mérkőzés játékosa: Christian Pulisic (Egyesült Államok) Asszisztensek: Pau Cebrián Devís (spanyol) Roberto Díaz Pérez del Palomar (spanyol) Negyedik játékvezető: Kevin Ortega (perui) Tartalék játékvezető: Jesús Sánchez (perui) Videobírók: Juan Martínez Munuera (spanyol) Ricardo de Burgos Bengoetxea (spanyol) Neuza Back (brazil) Alejandro Hernández Hernández (spanyol) Bruno Pires (brazil) |

## Fair play-pontok
A fair play-pontok az összesített és az egymás elleni eredmények egyenlősége esetén rangsorolták a csapatokat. Ezeket az összes csoportmérkőzésen kapott sárga és piros lapok alapján számították ki az alábbiak szerint:
- első sárga lap: mínusz 1 pont;
- piros lap második sárga lap után: mínusz 3 pont;
- azonnali piros lap: mínusz 4 pont;
- sárga lap és azonnali piros lap: mínusz 5 pont;

Egy játékosra egy mérkőzésen a fenti levonások közül csak egy volt alkalmazható.
| Csapat           | 1. mérkőzés | 1. mérkőzés                          | 1. mérkőzés | 1. mérkőzés           | 2. mérkőzés | 2. mérkőzés                          | 2. mérkőzés | 2. mérkőzés           | 3. mérkőzés | 3. mérkőzés                          | 3. mérkőzés | 3. mérkőzés           | Fair play-pont |
| Csapat           | Sárga lap   | sárga lap · 2. sárga lap · kiállítva | kiállítva   | sárga lap · kiállítva | Sárga lap   | sárga lap · 2. sárga lap · kiállítva | kiállítva   | sárga lap · kiállítva | Sárga lap   | sárga lap · 2. sárga lap · kiállítva | kiállítva   | sárga lap · kiállítva | Fair play-pont |
| ---------------- | ----------- | ------------------------------------ | ----------- | --------------------- | ----------- | ------------------------------------ | ----------- | --------------------- | ----------- | ------------------------------------ | ----------- | --------------------- | -------------- |
| Anglia           | 0           |                                      |             |                       |             |                                      |             |                       |             |                                      |             |                       | 0              |
| Egyesült Államok | 4           |                                      |             |                       |             |                                      |             |                       | 1           |                                      |             |                       | –5             |
| Irán             | 2           |                                      |             |                       | 2           |                                      |             |                       | 3           |                                      |             |                       | –7             |
| Wales            | 2           |                                      |             |                       | 1           |                                      | 1           |                       | 2           |                                      |             |                       | –9             |